# Sweyn Asleifsson
Sweyn Asleifsson también Sveinn Asleifarson (1115-1171) fue un conocido mercenario y pirata vikingo de Caithness, Escocia a principios del siglo XII. Hijo de Óláfr Hrólfsson y su esposa Asleif. El escritor Eric Linklater
lo describió como el último vikingo.

## Vida
Según la saga Orkneyinga, comenzó a tener relevancia tras el asesinato del Paul Haakonsson, jarl de las Orcadas en 1134 en una refriega desencadenada durante un juego de bebida, y escapó a Tiree para refugiarse con el vikingo Holdboði Hundason (Holbodi). En 1140, Holdbodi pidió a Sweyn unirse en las incursiones en la costa de Gales, pero fueron derrotados, Holdbodi tuvo que retirarse a la isla de Man y Sweyn a Lewis. A principios del verano de 1141, Sweyn fue a Man para unirse a Holdbodi, pero Holdbodi ya había sido convencido de unirse a las fuerzas cambro-normandas de lord Robert que le había vencido un año antes, y atacó a Sweyn. Esto creó una profunda enemistad entre ambos. 
Algunos años más tarde, tras fracasar en nuevas incursiones lideradas por su cuñado Thorbjorn Thorsteinsson, Sweyn fue expulsado a las Orcadas por el jarl Rögnvald Kali Kolsson, pero el rey David I de Escocia le persuadió para hacer las paces. Otro pirata, Olvir Rosta (primo de Thorbjorn Thorsteinsson), mató al padre de Sweyn; más tarde Sweyn atacó a Olvir, mató a su abuela, y Olvir escapó a las Hébridas.
En 1153, hubo una tregua entre los tres jarls de las Orcadas, Rögnvald Kali Kolsson, Erlend Haraldsson y Harald Maddadsson. Sweyn, respaldado por el nuevo rey, Malcolm IV de Escocia, apostó por Erlend y atacó la flota de los otros dos jarls, devastando la costa oriental de Escocia en su compañía.
La saga Orkneyinga registra la incursión a la isla de May, por Sweyn Asleifsson y Margad Grimsson, tras su expulsión de las Orcadas por el jarl Rögnvald:
«Navegaron hacia el sur de Escocia hasta llegar a Máeyar (isla de May). Había un monasterio, dirigida por un abad llamado Baldwin. Swein y sus hombres se vieron obligados a pasar siete noches por el mal tiempo. Ellos dijeros que habían sido enviados por el jarl Rögnvald al rey de los escoceses. Los monjes sospecharon de su historia, y pensaron que eran piratas, y buscaron ayuda fuera de la isla. Cuando Sweyn y sus camaradas advirtieron esto, saquearon el monasterio y salieron a toda prisa en su nave. Se dirigieron a Myrkvifjörð (el Fiordo de Forth), y encontraron al rey David, rey de los escoceses, en Edinburgo. El rey le recibió bien, y le pidió que se quedase con él. Él le explicó la razón de la visita, como los asuntos se habían enturbiado entre él y el jarl Rögnvald antes de su partida, y que habían saqueado Máeyar. Swein y Margad se quedaron una temporada al lado del rey de Escocia, y fueron bien tratados. El rey envió emisarios a aquellos que habían sido robados por Sweyn, y les pidió que valorasen ellos mismos su pérdida, y de su propio dinero, hizo el bien por cada una de las pérdidas.»
Tras la muerte del jarl Erlend en 1154, Harald obligó a Sweyn a esconderse una temporada, pero pronto ganó poder y la saga menciona que saqueó a lo largo y ancho de la costa hasta llegar a las islas Sorlingas, aunque parece poco probable. A la muerte de Rögnvald en 1158, Harald y Sweyn se reconciliaron. Sweyn se convirtió en padrino del hijo de Harald, Hakon.

## Muerte
Las circunstancias de la muerte de Sweyn son confusas. Coinciden y parece que están claros los acontecimientos descritos en la saga y la reconquista de Dublín por los normandos y la derrota del último rey escandinavo, Hasculf Thorgillsson en 1171, pero existen discrepancias entre las citas de las Orcadas y las de los anglo-normandos. Es posible que el señor de la guerra mencionado por Giraldus Cambrensis como "Juan el Furioso" no sea otro que el mismo Sweyn y que durante la toma de Dublín, Sweyn y Hakon fueron muertos.

## Herencia
Según la saga tuvo descendencia tras dos relaciones:
- Ragnhildr Ögmundsdóttir, con quien tendría un hijo, Óláfr Sveinnson (n. 1135). Cuando era niño, fue secuestrado por Jon Wing, un primo segundo de su padre, en represalia por el secuestro de los dos hermanos de Jon Wing, Peter y Blann, por parte de su padre. Cuando el jarl Rögnvaldr vio a Oláfr en la isla de Westray, inmediatamente hizo que Jon Wing lo devolviera a su casa antes de que Kolbein y Sweyn pudieran tomar represalias y matar a Jon. Oláfr luego dividió la propiedad de su padre con su hermano Andrés y presumiblemente llevó una vida tranquila y discreta.
- Ingrídr Þórkelsdóttir, quien tenía lazos familiares con el jarl Harald Maddadsson. De esa relación nació su hijo Andrés (c. 1140).[5]

## Escocia
Algunos estudios vinculan a Sweyn como ancestro directo del Clan Gunn de Escocia.